# 2022年切萨皮克枪击事件
2022年切萨皮克枪击事件是2022年11月22日晚上10點12分至10點16分左右，美國弗吉尼亞州切萨皮克發生的槍擊事件，當時一位名叫安德烈·马库斯·宾 (Andre Marcus Bing) 的男子在他所任職的沃尔玛杀害了6名同事、打伤了另外4名同事，隨後安德烈·马库斯·宾開槍自杀。 

## 槍擊
枪击当天早上，安德烈·马库斯·宾购买了一把裝有9×19公釐帕拉貝倫彈的手枪。 安德烈·马库斯·宾是事先預謀殺死自己的同事，而且將自己想殺掉的同事的名字寫在纸质名单上。 
當天晚上，安德烈·马库斯·宾首先射杀了他的一名同事，然后去休息室参加正在进行的例行会议，安德烈·马库斯·宾又在休息室射杀了其他几位同事， 然后又在过道上开了至少十枪。他為确保同事已死亡，他還朝尸体補射了幾槍。 当他看到五天前剛入职的一位同事时，他故意放她回家。 

## 兇手
枪手安德烈·马库斯·宾（1991年5月1日-2022年11月22日）是沃爾瑪切萨皮克分店的夜班经理。 事發時他是切萨皮克當地的居民，此前他曾居住在萨福克、诺福克、維珍尼亞海灘、紐約皇后區和聖安吉洛。事發時的十二年前，安德烈·马库斯·宾入職沃爾瑪切萨皮克分店。  安德烈·马库斯·宾此前没有犯罪记录。 
安德烈·马库斯·宾殺人動機可能與报复同事或想結婚卻無法結婚有關。 安德烈·马库斯·宾写了一份遗书，他在遺書中抱怨自己無法結婚。他表示：“我其實並不想殺死任何人，不管你信不信，如果你了解我的话，我实际上是世界上最有爱心的人之一，我只是想要娶妻。” 
沃爾瑪切萨皮克分店的一名员工表示安德烈·马库斯·宾的確圖謀殺死其他沃尔玛经理。 曾与安德烈·马库斯·宾共事的沃尔玛员工表示安德烈·马库斯·宾這個人很难相处，而且安德烈·马库斯·宾總是对他人充满敌意。 

## 後續
槍擊案的幸存者表示在事發前已有人投訴安德烈·马库斯·宾沃爾瑪，但沃爾瑪卻忽視了這一點，於是槍擊案的幸存者對沃爾瑪提起民事诉讼。  自枪击事件发生以来，沃爾瑪切萨皮克分店一直处于关闭状态。  不過沃爾瑪切萨皮克分店计划于2023年4月19日重新开业。 